# Ugo Stornaiolo
Ugo Stornaiolo (Napoli, 1º maggio 1930 – Napoli, 4 giugno 2024) è stato uno scrittore, giornalista e ingegnere italiano.

## Biografia
Trasferitosi da bambino in Ecuador, si laureò in ingegneria elettrotecnica. Dopo una breve parentesi lavorativa in quel campo, tra Stati Uniti e Italia, passò all'insegnamento e al giornalismo, collaborando per diversi giornali. Scrisse poi diversi libri su varie tematiche, dalle civiltà mesoamericane alla religione. Tra le testate con le quali collaborò: The Guardian (New York), Uomini e Libri (Milano), Latinoamerica (Roma), "A" (Milano), L'incontro (Torino), Omero (Napoli), Libero Pensiero (Torino).

## Pubblicazioni
- La civiltà incaica. Nella sua storia e nei suoi riflessi sull'attuale realtà americana, Centro Studi Terzo Mondo, Milano, 1975.
- Homo demens. Antropologia dello sterminio, Centro Studi Terzo Mondo, Milano, 1984.
- I Maya, Editori Riuniti, Roma, 1984.[1]
- Anatomía de un país latinoamericano: el Ecuador, B.S.M. Ediciones Culturales, Quito, 1989.
- Y el séptimo descansó, B.S.M. Ediciones Culturales, Quito, 1989.
- Cronache dal 21º secolo, Rongphimsidisawat, Nakhonsithammarat, 1990.
- Crónicas del siglo 21, B.S.M. Ediciones Culturales, Quito, 1990.
- L'altro volto della conquista, Libreria Utopia, Milano, 1992.
- Darwin-Marx-Freud-Einstein. L'avventura del pensiero occidentale, Centro Studi Terzo Mondo, Milano, 1992.
- Luz de América, B.S.M. Ediciones Culturales, Quito, 1995.
- Storia laica del Cristianesimo, Il Girasole, Napoli, 1995.
- Uomo contro donna. Le radici dell'oppressione, Il Girasole, Napoli, 1996.
- Hombre contra mujer. La raíces de la opresión, Editorial Pórtico, Guayaquil, 1996.
- La muta voce del Cielo, Il Girasole, Napoli, 1998.
- Unità e diversità del Cristianesimo. Miti e realtà di una religione, Centro Studi Terzo Mondo, Milano, 1998.
- Della stirpe di Mical. Tra potere, magia e religione, Roberto Massari Editore, Bolsena, 1999.
- Ecuador: Anatomía de un país en transición, Abya-Yala, Quito, 1999.
- E il settimo si riposò, Il Girasole, Napoli, 2005.
- Immagina, Yolanda! Il mondo ingiusto, malvagio e stupido che ho sognato, Il Girasole, Napoli, 2005.
- La vita quotidiana degli antichi popoli americani, Aracne Editrice, Roma, 2006.